# 阿爾特亞
阿尔特亚是西班牙巴伦西亚自治区阿利坎特省的一个市镇。总面积34km2，总人口1591人（2001年），人口密度468人/km2。